# 北海道野生動物研究所
北海道野生動物研究所（ほっかいどうやせいどうぶつけんきゅうじょ、HOKKAIDO WILDLIFE LABORATORY）は、主に北海道に生息する野生動物の調査および研究を行う機関である。所在地は北海道札幌市厚別区。

## 概要
本研究所は野生動物の生息地や生態を調査・研究し、野生動物と人との共存をより良い形で実現するための助言および提案を北海道開発局などの行政に行い、一般の人々に正しく野生動物を理解してもらうための活動を行っている。そして本研究所所長門崎允昭は著作物を通して野生動物の理解の手助けを行っている。また、人がヒグマに遭遇したときの対処方法をホームページ上で公開し、人とヒグマとの間に起こる事故防止に努めている。ヒグマに関する通説の誤解を解くための文書もホームページで公開している。

## 著作物
- 門崎允昭『野生動物調査痕跡学図鑑』北海道出版企画センター、2009年10月20日。ISBN 978-4832809147。
- 門崎允昭、犬飼哲夫『ヒグマ』（増補改訂）北海道新聞社、2003年4月10日 第2刷。
- 門崎允昭、犬飼哲夫『ヒグマ』（増補改訂）北海道新聞社、2000年11月。ISBN 978-4894531154。
- 門崎允昭『野生動物痕跡学事典』北海道出版企画センター、1996年12月。ISBN 9784832896093。
- 門崎允昭『アイヌの矢毒 - トリカブト』北海道出版企画センター、2002年12月20日。ISBN 9784832802087。